# Adrano
Adrano er en italiensk by (og kommune) i regionen Sicilien i Italien, med omkring 33.899(2023) indbyggere.  